# 태국 국회
태국 국회(태국어: รัฐสภา, Rathasapha)는 태국 정부의 양원제 입법부로, 상원(태국어: วุฒิสภา)과 하원(태국어: สภาผู้แทนราษฎร, Saphaputhan Ratsadon)으로 구성된다. 방콕 두싯의 사빠야-사빠사탄에서 소집된다.
국회는 태국을 전제군주제에서 입헌군주제로 전환시킨 태국의 첫 헌법이 채택된 후인 1932년에 설립되었다. 2013년 정치 위기 동안 잉락 친나왓 총리에 의해 하원이 해산되었고, 2014년 2월 2일 선거가 실시되었으나 태국 헌법재판소에 의해 무효화되었다. 2014년 쿠데타 이후, 국회는 2014년 헌법에 따라 군사 지원을 받는 단원제 국회 입법 위원회로 대체되었다. 2017년 4월 2017년 헌법이 공포된 후, 국회는 재설립되었으나, 헌법은 군사 국회 입법 위원회가 2019년 총선거 이후 국회가 구성될 때까지 일시적으로 유지되도록 허용했다.

## 구성
국회는 상원과 하원으로 구성된 양원제 입법부이다. 총 700명의 의원으로 구성되어 있으며, 이 중 500명은 총선을 통해 직접 선출된다(하원에 500명의 국회의원). 나머지 200명의 상원 의원은 후보자들 사이에서 간접적으로 선출된다. 태국의 대부분의 선거는 하원의 400명의 의원 선거에 사용되는 최다 득표자 선출 방식을 따른다. 나머지 100명의 하원 의원은 정당 명부식 비례대표제로 선출된다.
태국 국회는 남성 의원이 80.6%로 압도적으로 많다. 여성 의원 비율은 19.4%로, 아시아 평균인 20%, 전 세계 여성 국회의원 평균인 24%보다 낮다. 모두 유엔 여성기구가 만족스럽다고 여기는 30%에 미치지 못한다.

### 상원
태국의 상원은 태국 상원이라 불리며 비정당적이고 제한적인 입법 권한을 갖는다. 상원은 20개의 전문 및 사회 집단에서 후보자들이 간접적으로 투표하여 선출된 200명의 의원으로 구성된다. 상원의 임기는 5년이다. 상원 의원은 어떠한 추가 직책이나 정당의 당원 자격을 가질 수 없다.
의회는 비정당적이어야 한다고 명시되어 있지만, 많은 언론과 분석가들은 의원들을 정치적 파벌로 분류한다:
| 파벌                                              | 의장 지명자          | 의석 수 (추정) | 의석 수 (추정) |
| ------------------------------------------------- | -------------------- | -------------- | -------------- |
| 품짜이타이당과 연관된 블루 그룹                   | 몽콜 수라삿차 (의장) | 150+           |                |
| 자유주의적이고 진보적인 의제를 지지하는 신흥 세력 | 난타나 난타와로팟    | 30-            |                |
| 무소속/기타                                       | 프렘삭 피아유라      | 30-            |                |

### 하원
태국의 하원은 인민대표원이라 불리며 2007년 태국 헌법에 명시된 바와 같이 단일 선거구에서 선출된 400명의 의원과 정당 명부 "비례대표제"로 선출된 100명의 의원으로 구성된다. 태국의 "비례대표제"는 실제로는 "혼합 비례대표제"(MMM)로 흔히 설명되는 평행 투표이다. 이는 각 정당이 얻는 "비례대표" 득표율에 따라 100석이 정당에 배분되는 방식이다. 태국의 모든 유권자는 총선에서 두 표를 행사한다. 첫 번째는 선거구 국회의원을 위한 표이다. 두 번째 표는 유권자가 선호하는 정당을 위한 표이다. 두 번째 범주는 합산되어 결과가 8개의 선거구역으로 나뉜다. 나머지 400석은 선거구 기반으로 직접 선출된다. 하원의 임기는 4년이지만, 해산은 언제든지 발생할 수 있다.

### 선거
태국의 선거는 보통선거에 따라 실시되지만, 일부 제한이 적용된다. 유권자는 태국 국민이어야 하며(출생에 의한 국민이 아닌 경우 5년 동안 시민이어야 함), 선거가 실시되는 해 전에 18세 이상이어야 하며, 선거 90일 전에 등록해야 한다. 승려 또는 성직자, 다양한 이유로 특권을 박탈당한 자, 법적 또는 법원 명령에 따른 구금자, 그리고 정신 이상 또는 정신적 장애가 있는 자는 하원 선거에서 투표가 금지당한다. 태국에서는 투표가 의무이다.

## 임원
태국 국회의장은 태국 하원의장이 겸임하는 직위로, 하원의장으로 선출되면 자동으로 국회의장직을 맡는다. 태국 국회 부의장은 태국 상원의장이 겸임하는 직위이다.

## 기능

### 입법
국회의 권한은 2007년 태국 헌법 제6장 제7부에 명시되어 있다. 국회의 주요 권한은 입법 권한이다. 법안 제정 절차는 다음과 같다:
- 법안은 태국 내각; 최소 20명 이상의 하원의원; 법원(사법부); 헌법상 독립 기관 (해당 기관과 관련된 법률에 한함); 그리고 1만 명 이상의 유권자(일종의 직접 민주제)의 청원을 제출하여 국회에 상정될 수 있다. 법안이 예산법안인 경우, 총리의 승인이 있어야만 상정될 수 있다.[12]
- 법안은 하원에 회부되어 토론, 수정, 투표를 거친다. 하원이 법안을 심의하고 승인 결의를 통과시키면, 하원은 해당 법안을 상원에 제출한다. 상원은 60일 이내에 해당 법안 심의를 마쳐야 하며, 예산 법안의 경우 30일 이내에 심의를 마쳐야 한다.[13]
- 상원이 법안 심의를 마치고 하원과 의견이 일치하면 법안은 다음 단계로 진행된다. 상원이 하원과 의견이 일치하지 않으면 법안은 보류되고 하원으로 되돌려 보내진다. 수정이 있는 경우 수정된 법안은 하원으로 되돌려 보내진다. 하원이 수정을 승인하면 법안은 다음 단계로 진행된다. 그 외의 경우, 각 의회는 동수의 대표(의회 의원이 아닐 수도 있음, 하원이 정할 수 있음)를 임명하여 법안을 심의할 합동 위원회를 구성한다. 합동 위원회는 보고서를 작성하여 양원에 다시 제출한다. 양원이 합동 위원회에서 심의한 법안을 모두 승인하면 법안은 다음 단계로 진행된다. 어느 한 의회가 이를 승인하지 않으면 법안은 보류된다.[14]
- 국회에서 법안이 승인되면 총리는 국회로부터 법안을 받은 날로부터 20일 이내에 군주에게 재가를 위해 제출한다. 법안은 관보에 공포되면 효력을 발생한다.[15]
- 군주가 법안에 서명을 보류하거나 국회에 돌려보내거나 90일 이내에 돌려보내지 않음으로써 재가를 거부하면 국회는 해당 법안을 다시 심의해야 한다. 국회가 양원 재적 의원 총수의 3분의 2 이상 찬성으로 법안을 재확인하기로 결의하면 총리는 다시 법안을 군주에게 서명을 위해 제출한다. 군주가 30일 이내에 법안에 서명하고 돌려보내지 않으면 총리는 군주가 서명한 것처럼 법안을 관보에 법률로 공포할 수 있다. 이는 국회에 왕실의 거부권을 뒤집을 수 있는 권한을 부여한다.[16]

### 정부와의 관계

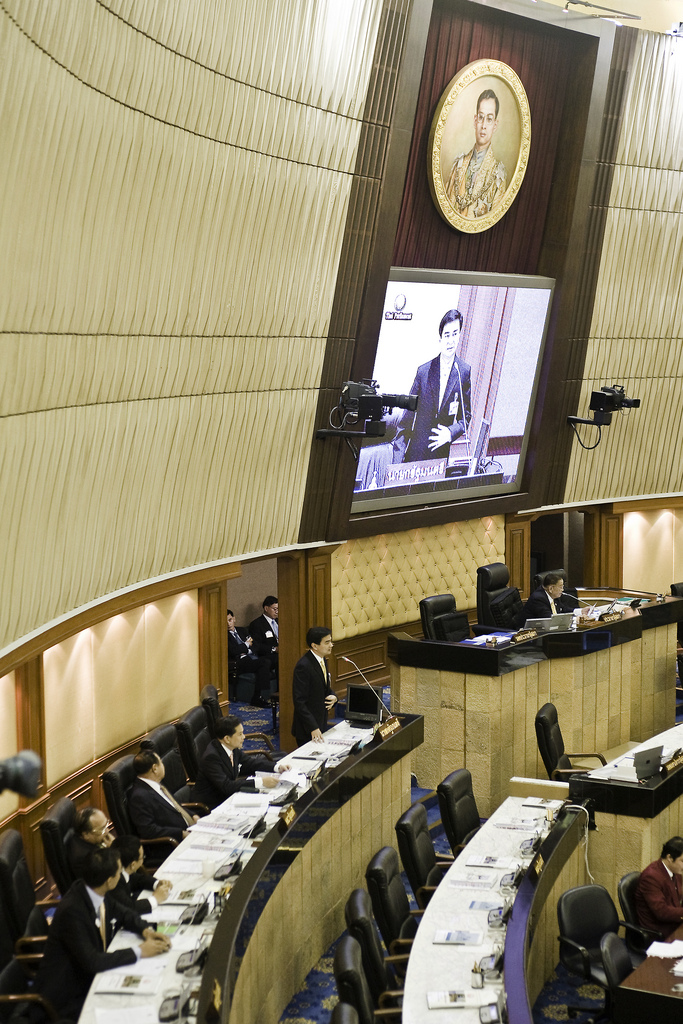
총리 아피싯 웨차치와와 내각이 하원에서 질문에 답하고 있다.

태국 정부, 특히 태국 내각은 국회에 직접적으로 책임을 진다. 헌법은 내각이 취임 후 15일 이내에 국회에 정책을 보고해야 한다고 규정한다. 국회는 언제든지 장관을 소환하여 정책을 설명하거나 질문에 답하도록 요구할 권한이 있다. 이 감시 권한은 내각 구성원 중 일부가 국회 의원일 필요가 없다는 점에서 중요하다. 만약 그들이 의원이라면 하원 또는 인민대표원에서만 가능하며, 헌법은 상원 의원이 내각 구성원이 되는 것을 명시적으로 금지한다.
총리는 하원의원 중에서 선출되고 하원에 의해 선출되기 때문에, 총리는 입법부에 직접적으로 책임이 있다. 국회는 다른 장관과 마찬가지로 그를 소환하여 정책을 설명하고 질문에 답하도록 강제할 수 있다. 반대로 내각도 국회에 대한 일부 권한을 가지고 있다. 내각은 헌법에 따라 언제든지 국회 긴급 회의를 소집할 수 있다.

### 임명
국회는 입법 및 감독 기능 외에도 임명 및 해임 권한을 가진다. 국회는 태국 총리를 선출할 배타적인 권한을 부여받는다. 먼저 후보자는 전체 의원의 5분의 1 이상의 지지를 받아야 한다. 그 후, 단순 다수결 투표로 그의 임명이 확정되며, 이는 군주에 의해 공식적으로 이루어진다. 왕실의 재가는 국회의장이 부서한다.
상원은 사법부 구성원과 독립 정부 기관 구성원의 임명에 대한 조언을 할 독점적인 권한을 부여받는다. 여기에는 태국 헌법 재판소 판사; 선거관리위원회 위원; 국가 부패방지위원회 및 국가 인권위원회 위원이 포함된다. 그러나 국가감사위원회(감사원장 포함) 위원 임명권은 군주에게 있으며, 상원의장의 부서가 필요하다.
국회는 이러한 공직자들을 탄핵하고 해임할 권한을 가지고 있다. 총리는 하원에서만 불신임 투표를 통해 해임될 수 있다. 내각 구성원들은 국회에 의해 임명되지 않지만, 비슷한 과정을 통해 국회에 의해 해임될 수 있다. 이때 불신임 투표는 양원 또는 개별 의회에 의해 허용된다. 판사 및 독립 정부 공무원도 국회 양원에 의해 해임될 수 있다.

## 임기
국회 양원은 임기가 다르다. 헌법에 따라 상원은 5년 임기로, 하원은 4년 임기로 선출된다. 전반적으로 국회의 임기는 하원에 기초한다. 국회는 매년 "정기" 회의와 "입법" 회의의 두 회의를 개최한다. 국회의 첫 회의는 하원의 총선거 후 30일 이내에 개최되어야 한다. 첫 회의는 군주가 어좌 연설을 낭독하며 직접 개회해야 한다. 이 의식은 아난타 사마콤 궁전에서 열린다. 군주는 또한 이 임무를 수행할 대표를 임명할 수도 있다. 또한 군주는 하원 임기가 만료될 때 칙령을 통해 회기를 폐회할 의무가 있다. 군주는 또한 그의 재량에 따라 임시 회기를 소집하고 회기를 연장할 특권을 가진다.
국회는 여러 상황에서 양원의 "공동 회의"를 개최할 수 있다. 여기에는 섭정 임명; 1924년 왕실 승계법의 변경; 첫 회의 개회; 태국 내각의 정책 발표; 선전포고 승인; 조약 설명 청취 및 승인; 그리고 헌법 개정이 포함된다.

## 특권
국회의원들은 헌법에 명시된 의원 특권을 누린다. 여기에는 국회 공동 회의에서 "사실 또는 의견 진술이나 투표 시 표현된 말"이 포함되며, 하원 또는 상원 의원은 회기 중에는 소속 의회의 허가를 받거나 현행범으로 체포되지 않는 한, 형사 사건 용의자로 체포, 구금 또는 영장 소환을 받지 않는다.
양원은 또한 자체 규칙 및 절차, 위원회, 위원회 정족수, 회의, 조직법안 및 법안 제출 및 심의, 동의안 제출, 협의, 토론, 결의 통과, 결의 통과 기록 및 공개, 질문, 일반 토론 개시 및 위원회 위원을 결정할 특권을 보유한다.

## 의사당

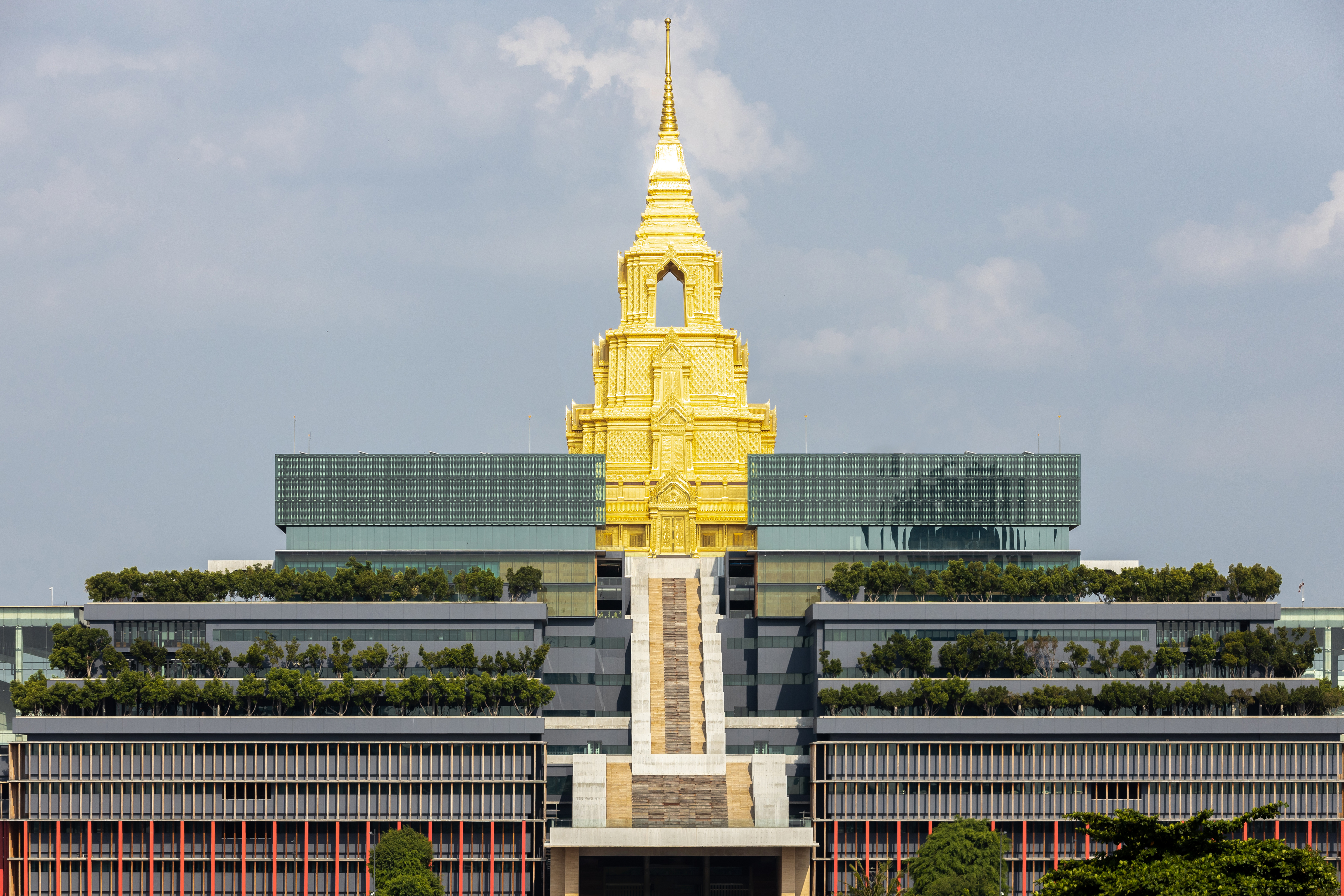
2021년 5월 1일 공식 개장한 사빠야-사빠사탄은 태국 국회의 세 번째이자 현재 회의 장소이다.

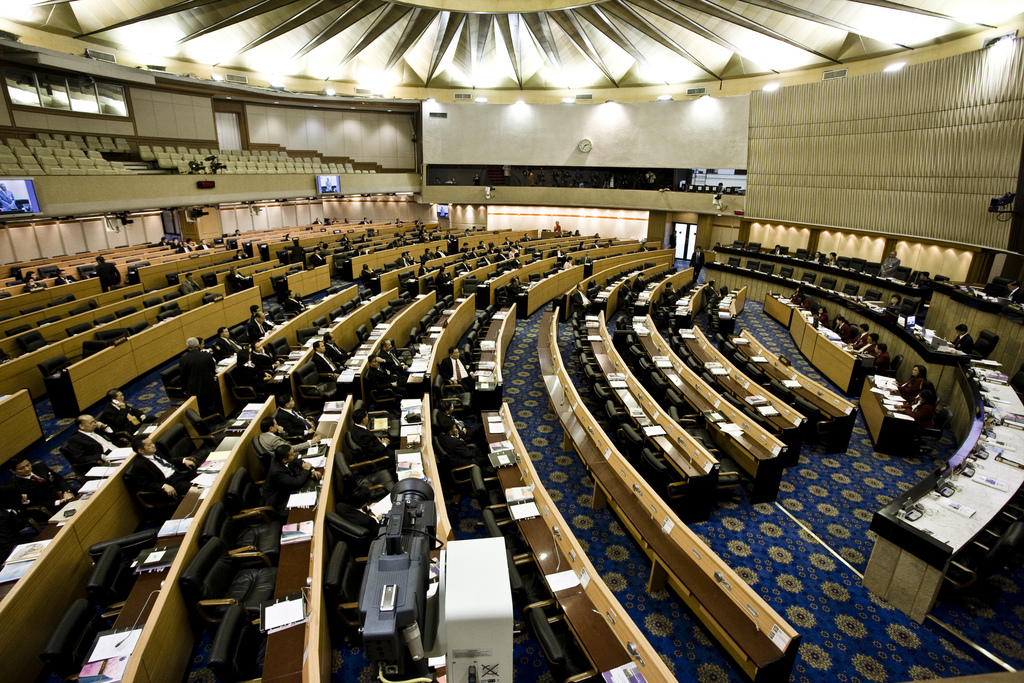
옛 태국 국회의사당의 국회 회의장.

1932년 6월 28일부터 1974년까지 입법부는 아난타 사마콤 궁전에서 회의를 가졌다. 1933년 국회 첫 선거 이후 프라차티뽁 국왕은 의사당으로 궁전을 제공했다. 그러나 세월이 흐르면서 의원 수가 증가하여 궁전은 모든 의원과 사무국을 수용하기에는 너무 작아졌다. 새 건물을 짓기 위한 세 차례의 시도가 있었다. 각각의 시도는 예산이 책정되기 전에 집권 정부가 해체되어 실패했다.
그러나 네 번째 시도는 푸미폰 아둔야뎃 국왕의 도움으로 성공했다. 국왕은 새 국회의사당 부지로 아난타 사마콤 궁전 바로 북쪽에 있는 왕실 토지를 국회에 할당했다. 1970년 11월 5일, 51,027,360 바트의 예산으로 건설이 시작되었다. 새 국회의사당 단지는 세 건물로 구성되어 있다:
- 첫 번째 건물인 국회의사당은 국회 회의장이 있는 3층 건물이다. 회의장은 상원과 하원이 공유한다. 또한 국회의장과 부의장 및 기타 부의장들의 사무실이 있다.
- 두 번째 건물은 국회 사무국 및 사무실, 인쇄소가 있는 7층 건물이다.
- 세 번째 건물은 의원들을 위한 시설을 갖춘 국회 클럽으로 사용되는 2층 건물이다.

국회의사당은 1974년 9월 19일에 처음 사용되었다. 아난타 사마콤 궁전은 국가 사적지로 지정되어 두싯 궁전의 일부로 국왕에게 반환되었다. 그 이후로 국회의사당은 국회를 위한 주요 건물이 되었다. 현재는 국회 개원식만 궁전에서 열린다.
2008년 7월 29일, 국회는 새롭고 더 웅장한 국회의사당을 건설하기 위한 새로운 예산을 책정했다. 2008년 12월 현재, 태국 왕립 육군 소유의 부지가 새로운 단지 부지로 식별되었지만, 추가 조치는 취해지지 않았다.
2013년 국회는 새로운 국회의사당인 사빠야-사빠사탄으로 이전할 것임을 확인했다.

## 역사

### 설립

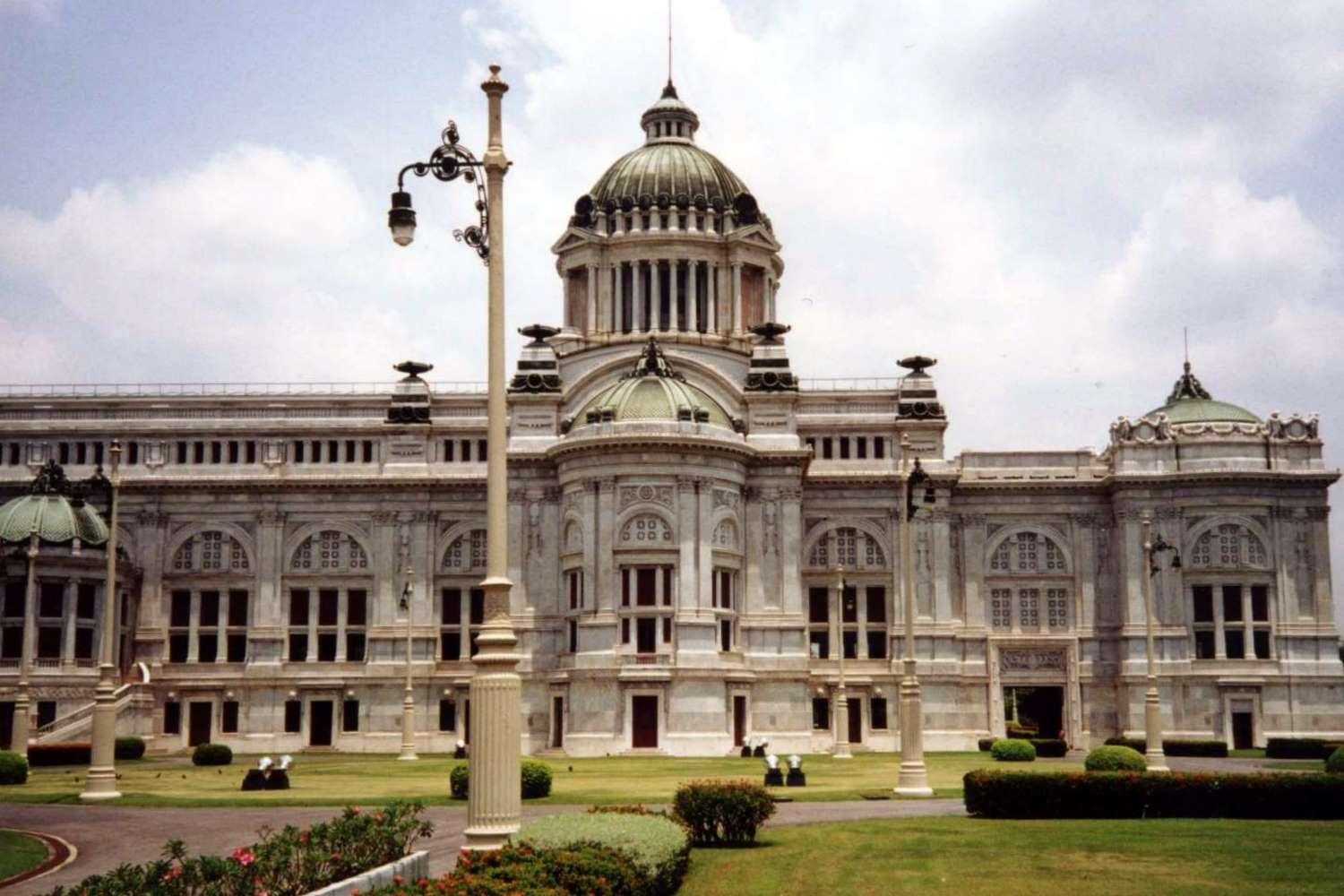
아난타 사마콤 궁전은 국회의 옛 회의 장소였으며, 현재는 국회 개원식만 이곳에서 열린다.

1932년 이전에는 시암 왕국에 입법부가 없었으며, 모든 입법권은 군주 개인에게 있었다. 이는 12세기 수코타이 왕국 건국 이래 왕이 "담마라자" 또는 "다르마(불교의 의로운 법)에 따라 통치하는 왕"으로 여겨졌기 때문에 그러했다. 그러나 1932년 6월 24일, 카나 랏사돈(인민당)이라 불리는 민간인과 군 장교 집단이 무혈 혁명을 일으켜 짜끄리 왕조의 150년간 절대 통치를 종식시켰다. 대신 이 집단은 선출된 입법부를 가진 입헌군주제를 옹호했다.
프라차티뽁 국왕이 서명한 1932년 "임시 헌법"은 태국 최초의 입법부인 70명의 임명된 의원으로 구성된 인민 의회를 창설했다. 의회는 1932년 6월 28일 아난타 사마콤 궁전에서 처음으로 회의를 가졌다. 카나 랏사돈은 국민이 아직 선출된 의회를 받아들일 준비가 되지 않았다고 판단했으나, 나중에 생각을 바꾸었다. 그해 12월 "영구" 헌법이 발효될 때쯤, 1933년 11월 15일에 선거가 예정되었다. 새 헌법은 의회의 구성을 78명의 직접 선출된 의원과 78명의 임명된(카나 랏사돈이 임명) 의원으로 변경하여 총 156명의 의원이 되었다.

### 제2차 세계 대전 이후부터 군부 지배까지
제2차 세계 대전 이후, 프리디 파놈용 정부 하에서 1946년에 새로운 헌법이 공포되었다. 이 헌법은 태국에서 가장 민주적인 것으로 평가받으며, 최초로 상원과 하원으로 구성된 양원제 입법부를 만들었다. 또한 최초이자 마지막으로 이 헌법은 완전히 선출된 상원(비록 간접 선거이긴 했지만)과 하원을 요구했다. 상원의 임기는 6년, 하원의 임기는 4년이었다. 정당 금지가 해제되었고, 1946년에 첫 번째 완전 선거가 실시되었다. 그러나 1947년 군부의 쿠데타로 헌법이 폐지되었고, 1947년 "임시" 헌법과 1949년 "영구" 헌장이 그 자리를 대신했다. 새 헌법은 하원을 유지했지만, 국왕이 직접 임명하는 100명의 상원을 만들었다.
1949년 6월 5일, 오라핀 차이약한은 태국 국회(구체적으로 하원)에서 직책을 맡도록 선출된 최초의 여성이 되었다.)

### 군부 지배

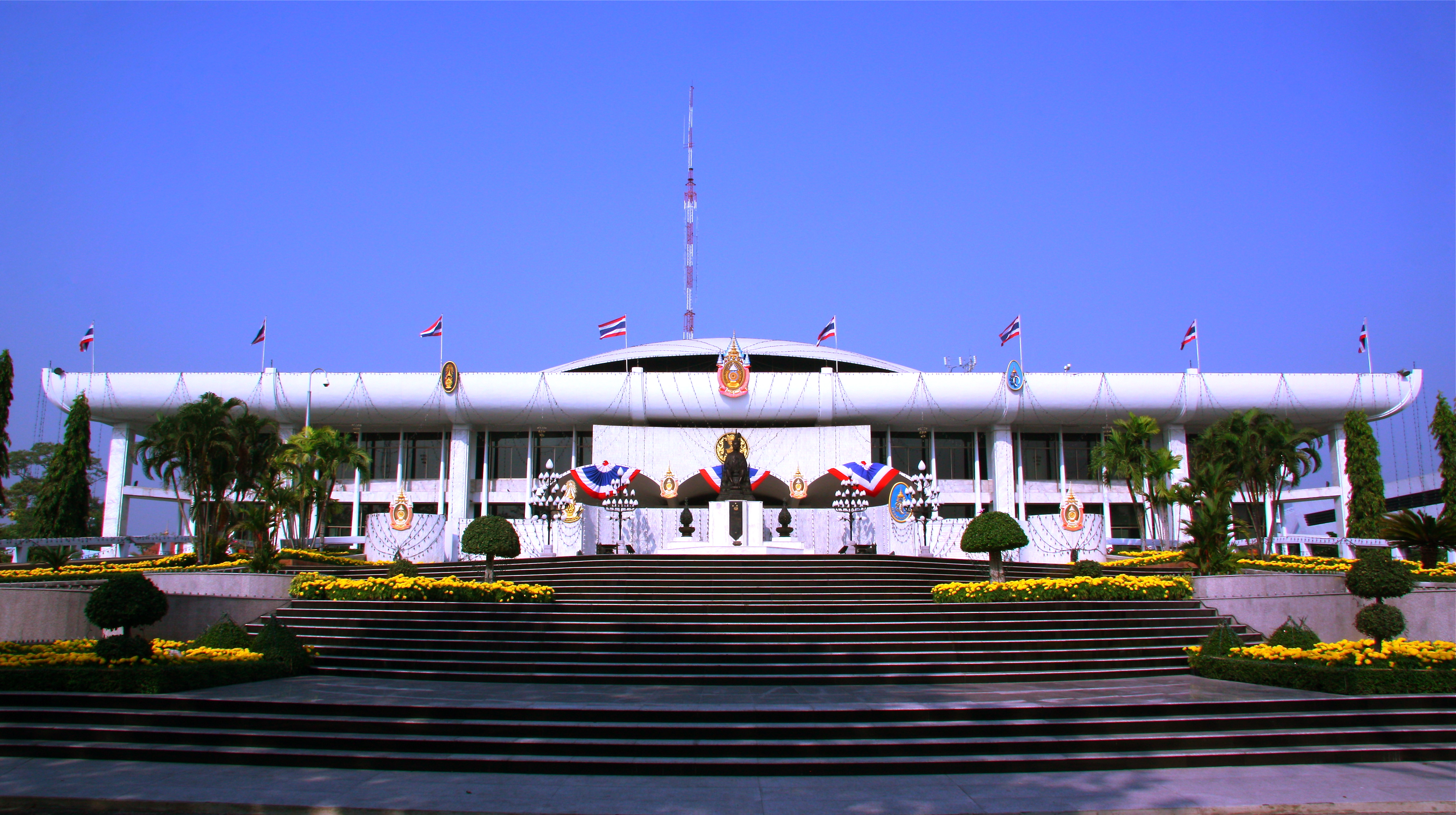
태국 국회의사당, 1974년부터 2019년까지 하원과 상원 모두의 회의 장소였다.

이 헌장은 1957년까지 지속되었는데, 이때 군부가 다시 쿠데타를 일으켜 123명의 임명된 단일 국회를 만들었으며, 그 중 103명은 군인 또는 경찰이었다. 1959년 원수 사릿 타나랏은 또 다른 쿠데타를 일으켰는데, 이번에는 국회를 완전히 폐지했다. 1969년 타놈 끼띠카쫀 아래에서 국회는 다시 돌아왔는데, 이번에는 219명의 하원 의원과 다시 왕실이 임명한 상원으로 구성되었다. 이것은 타놈이 자신의 정부를 전복하고 국가집행위원회를 통해 통치하던 1972년까지 지속되었다. 압력에 굴복하여 타놈은 299명의 임명된 국회 입법 위원회를 복원했는데, 그 중 200명은 군인이었다.
1973년, "세 폭군"(타놈의 재임 기간을 일컫는 말)의 통치가 마침내 전복되었다. 새로운 헌법이 공포되었는데, 이번에는 선출된 하원과 하원이 임명하는 상원으로 구성된 양원제 입법부를 만들어 입법부로 권력을 되돌렸다. 2년 안에 타닌 끄라이위치안이 이끄는 군부가 다시 헌법을 폐지하고 왕실이 임명한 360명의 단원제 국회를 설치했다.
1978년, 1977년에 타닌의 뒤를 이은 끄리앙삭 차마난은 선출된 301명의 하원 의원과 총리가 임명한 225명의 상원 의원으로 구성된 양원제 입법부를 복원했다. 이 체제는 육군 사령관 수찐다 끄라쁘라윤 장군이 1991년 찻차이 춘하완 정부를 전복하고 292명의 임명된 단원제 국회를 복원할 때까지 거의 13년간 지속되었다. 그러나 수찐다의 통치는 검은 5월 봉기로 무너졌고, 이는 군부의 전복과 새 헌법의 제정으로 이어졌다.

### 현재

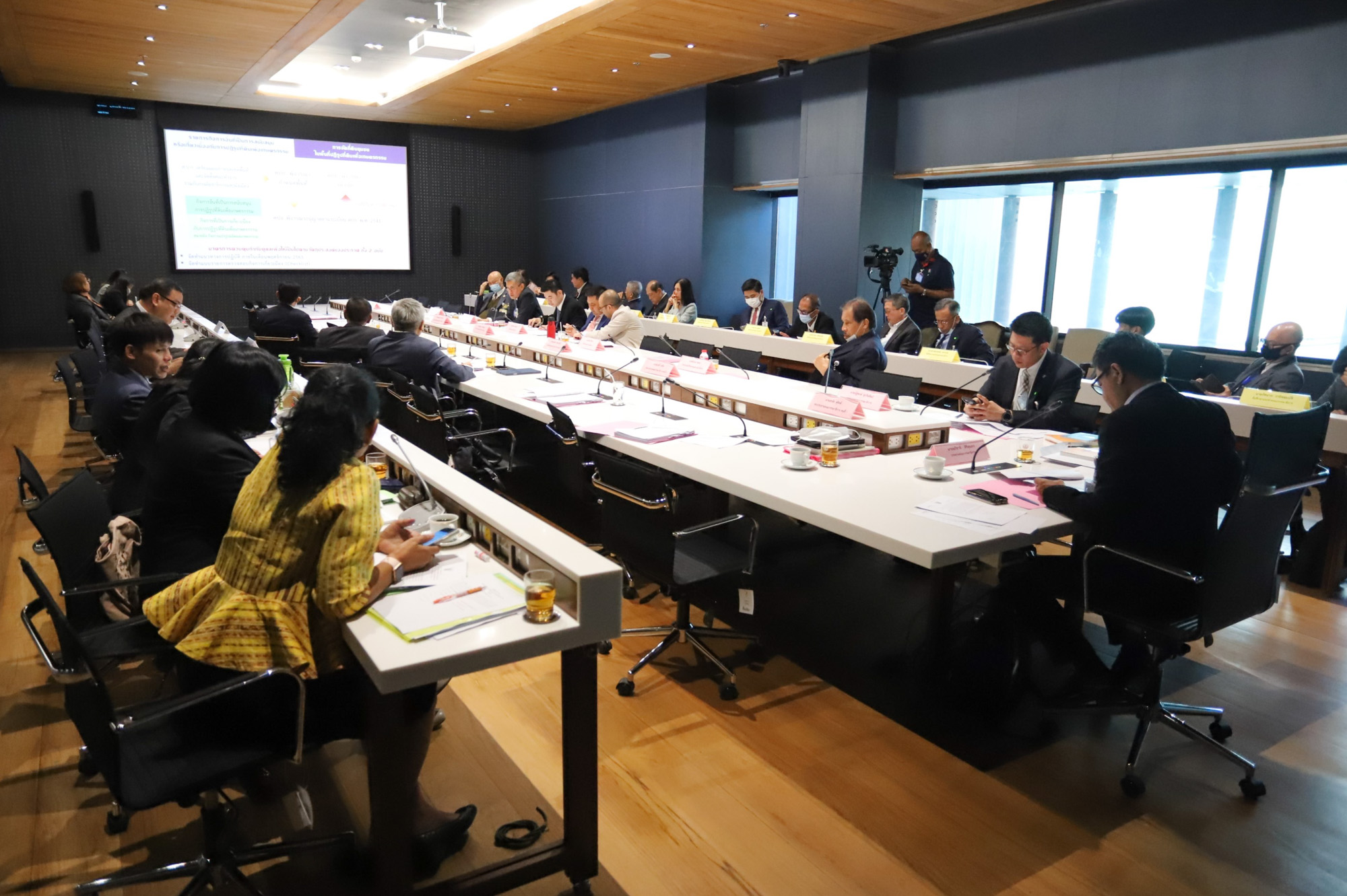
사빠야-사빠사탄 (태국 신 국회의사당)에서 열린 상임위원회 회의 중 위원회 회의실 304호.

1997년 태국 헌법 또는 "국민 헌법"은 태국을 500명(직선 400명, 정당 명부 100명)의 선출된 하원 의원과 200명의 선출된 상원 의원으로 구성된 국회와 함께 민주주의로 되돌렸다. 이 체제는 거의 10년간 지속되었다. 이 헌법은 손티 분야랏그린 장군 휘하 군부의 2006년 쿠데타 이후 폐지되었다. 2007년 군부는 국회 입법 위원회를 임명하여 새 헌법을 초안하도록 했다. 이 헌법은 2007년 국민투표를 통해 승인된 후 최종적으로 채택되었다. 이 헌법은 잉락 친나왓 정부의 붕괴와 함께 2013년 말에 폐지되었다. 2016년 현재, 태국은 2014년 태국 임시 헌법에 의해 통치되고 있다. 새 헌법에 대한 국민투표가 2016년 8월에 실시된다. 2016년 국민투표를 통해 승인된 후, 2017년 4월 6일 마하 와치랄롱꼰 국왕 폐하의 2017년 헌법 공포식에서 새 헌법이 공식적으로 재가되었다.
- 추가 정보: 태국 헌법

## 현재 양원 지도부
| 상원                        | 상원                    | 하원                          | 하원                                | 하원 | 하원                        |
| --------------------------- | ----------------------- | ----------------------------- | ----------------------------------- | --- | --------------------------- |
| 의장 몽콜 수라삿차          | 의장 몽콜 수라삿차      | 하원의장완 무하마드 누르 마타 | 하원의장완 무하마드 누르 마타       | 총리 패통탄 친나왓 | 야당 대표 나타퐁 르앙빤야웃 |
| 제1부의장 끄리앙끄라이 시락 | 제2부의장 분송 노이소폰 | 제1부하원의장 피쳇 추아무앙판 | 제2부하원의장 파라돈 프릿사나난타꾼 | 부총리 - 품탐 웻차야차이 - 수리야 쭝룽루앙낏 - 피차이 춘하와치라 - 아누틴 찬위라꾼 - 팟차라왓 웡수완 - 피라판 살리라타위팍 | 야당 대표 나타퐁 르앙빤야웃 |

## 같이 보기
- 틀:태국 주제
- 태국 국회의장
- 태국 인민 총회
- 태국 국회 입법 위원회 (2006)
- 태국 정부
- 태국의 정치
- 태국 헌법
- 2007년 태국 헌법
- 태국 상원
- 인민대표원
- 태국의 선거
- 국가별 입법부 목록